# Ferdinand Beneš
Ferdinand Beneš (8. dubna 1860 Ústí nad Orlicí, Hylváty – 13. října 1901 Hradec Králové) byl český katolický kněz, teolog, sociolog, pedagog a odborný publicista.
Studoval gymnázium v Havlíčkově (tehdy Německém) Brodě. Poté v Hradci Králové absolvoval studium teologie. V roce 1881 byl poslán do Frintanea ve Vídni – ústavu pro vyšší vzdělání kněží u sv. Augustina. Na místní univerzitě vykonal tři teologická rigoróza. Dne 15. dubna 1883 byl vysvěcen na kněze. Čtvrté rigorózum teologie vykonal až v roce 1892 na německé univerzitě v Praze, a získal tak doktorát z teologie (ThDr.).
Po návratu z Vídně však svázal svůj život s Hradcem Králové. V letech 1885–90 byl vicerektorem chlapeckého semináře Borromeum. V září 1887 se stal suplujícím a v květnu dalšího roku skutečným učitelem morálky na diecézním teologickém ústavu v Hradci Králové. Od roku 1897 přenášel na ústavu rovněž křesťanskou pedagogiku a od roku 1899 i křesťanskou sociologii. Působil tam až do své smrti v roce 1901.
Byl pohřben na hřbitově v Pouchově.

## Dílo
Je autorem překladů a příspěvků do teologických časopisů, např. Časopisu katolického duchovenstva, Rádce duchovního a Posvátné kazatelny.
Vydal tyto publikace:
- Das soziale Wirken der katolischen Kirche in der Diözese Königgratz (1897)
- Krátké ranní promluvy na všechny neděle a svátky roku církevního (1902)[1][3]